# Pierre Nihant
Pierre Nihant (Blegny, 5 de abril de 1925 — Blegny, 12 de janeiro de 1993) foi um ciclista de pista belga de ciclismo de pista.
Competiu como representante de seu país nos Jogos Olímpicos de Verão de 1948 em Londres, onde conquistou a medalha de prata na corrida de 1 km contrarrelógio, atrás do francês Jacques Dupont. Foi ciclista profissional de 1951 a 1953.